# Museu Imperial de la Guerra
El Museu Imperial de la Guerra és un museu britànic que va ser fundat durant la Primera Guerra Mundial, l'any 1917. El museu té dividida la seva col·lecció en cinc localitzacions diferents. L'edifici principal del museu es troba a Londres i l'exposició permanent està dedicada bàsicament a la història de la Primera Guerra Mundial. A la ciutat de Londres també hi trobem el Museu Churchill, situat a l'interior del centre de comandament de Churchill durant la Segona Guerra Mundial, i el vaixell de guerra HMS Belfast, atracat davant mateix de la Torre de Londres. Fora de la capital anglesa hi ha El Museu Imperial de la Guerra de Duxford, dedicat a l'aeronàutica, i el Museu Imperial de la Guerra del Nord, ubicat a la ciutat de Manchester i inaugurat l'any 2002.

## Història
El Regne Unit ha participat en les dues guerres mundials del segle xx. Durant la Primera Guerra Mundial els britànics van lluitar al cantó dels aliats: França, Sèrbia, l'Imperi Rus, els Estats Units i Itàlia, vencent a l'Imperi Alemany, l'Imperi Austrohongarès, l'Imperi Turc i Bulgària. Els països vencedors van imposar fortes sancions econòmiques i polítiques als països derrotats. Entre aquests països Alemanya en va sortir fortament perjudicada i la derrota, la humiliació i la crisi que vivia el país van fer que cada cop tinguessin més èxit partits radicals com el Partit Nacional Socialista dels Treballadors Alemanys, liderat per Hitler. L'èxit del nacionalsocialisme fou tan esclatant que el 30 de gener de 1933 Hitler va convertir-se en Canceller d'Alemanya. Sis anys després, l'Alemanya nazi envairia Polònia i començaria la Segona Guerra Mundial, en la que el Regne Unit tornà a participar lluitant al costat dels aliats i vencedors del conflicte bèl·lic.